# Visconte di Stormont
Visconte di Stormont è un titolo nobiliare della parìa di Scozia creato nel 1621 dal re di Scozia Giacomo VI per l'amico e salvatore sir David Murray che lo aveva salvato da un attacco sferratogli dal conte di Gowrie nel 1600. Murray era già stato creato lord Scone, sempre nella parìa di Scozia nel 1605. Alla morte del primo visconte il titolo passò al suo figlio secondogenito, I conte di Tullibardine, a cui passò poi a John Murray, creato conte di Annandale nel 1625, ed all'estinzione di questa linea a quella di sir Andrew Murray, creato lord Balvaird nel 1641. Lord Stormont morì senza eredi e venne succeduto dal già menzionato Mungo Murray, secondo visconte. Questi morì senza eredi e venne succeduto da James Murray, II conte di Annandale, che divenne anche terzo visconte Stormont. Questi era figlio di John Murray, I conte di Annendale. Anche questi morì senza eredi nel 1658 e pertanto con lui si estinse la contea.
Questi venne succeduto nella signoria di Scone e nella viscontea di Stormont da David Murray, II lord Balvaird, il quale divenne il quarto visconte. Questi era figlio del menzionato Andrew Murray, I lord Balvaird. Alla sua morte i suoi titoli passarono a suo figlio, il quinto visconte. Il figlio secondogenito, James Murray fu parlamentare per la costituente di Dumfriesshire dal 1711 al 1713, e poi supportò la rivolta giacobita del 1715. Nel 1721 venne creato conte di Dunbar, visconte di Drumcairn e lord Halldykes nella parìa giacobita. Suo figlio terzogenito fu il noto avvocato e giudice William Murray, I conte di Mansfield e Mansfield. Nel 1793 il nipote di lord Stormont, il settimo visconte, venne succeduto da suo zio come secondo conte di Mansfield con lettere patenti specifiche. Da quel momento il titolo rimase legato a quello di conte di Mansfield e Mansfield.

## Visconti Stormont (1621)

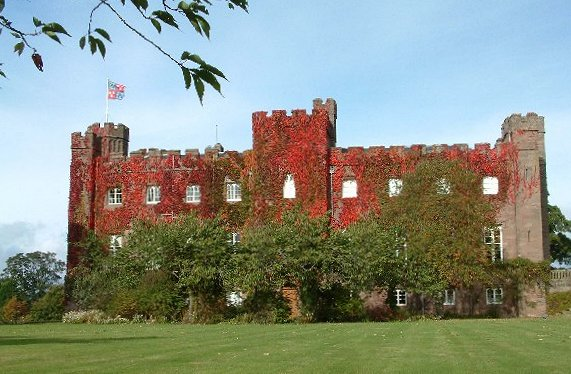
Scone Palace, la sede storica della famiglia Murray

- David Murray, I visconte di Stormont (m. 1631)
- Mungo Murray, II visconte di Stormont (m. 1642)
- James Murray, II conte di Annandale, III visconte di Stormont  (m. 1658)
- David Murray, IV visconte di Stormont (c. 1636–1668)
- David Murray, V visconte di Stormont (c. 1665–1731)
- David Murray, VI visconte di Stormont (c. 1689–1748)
- David Murray, VII visconte di Stormont (1727–1796) (succedette come Conte di Mansfield nel 1793)

Per la successione a questo titolo vedi conte di Mansfield